# Jerzy Górzański
Jerzy Górzański (ur. 3 grudnia 1938 w Stawach pod Dęblinem, zm. 25 sierpnia 2016 w Warszawie) – polski poeta, prozaik, felietonista, autor słuchowisk radiowych.

## Życiorys
Jako poeta debiutował w 1960 roku we „Współczesności”. W latach 60. związany z Orientacją Poetycką Hybrydy. W latach 1974–1979 redaktor miesięcznika „Nowy Wyraz”, w latach 1985–2000 redaktor „Literatury”. Wielokrotnie publikował na łamach miesięcznika „Twórczość”. Był członkiem warszawskiego oddziału SPP, laureatem nagrody im. Roberta Gravesa (1976), nagrody miesięcznika „Poezja” (1990), nagrody Warszawskiej Premiery Literackiej (1997) oraz nagrody Honorowy Wielki Splendor, przyznanej za całokształt twórczości radiowej (2006). Trzykrotnie nominowany do Nagrody Poetyckiej im. K.I. Gałczyńskiego – Orfeusz: w 2012 za tom Poza tym światem, w 2013 za tom Festyn (finał Nagrody) oraz w 2015 za tom Wszystko jest we wszystkim. W 2016 odznaczony Brązowym Medalem „Zasłużony Kulturze Gloria Artis”. Dwa jego zbiory wierszy były nominowane do Nagrody Literackiej m.st. Warszawy w dziedzinie poezji: w roku 2011 Poza tym światem, a w roku 2015 Wszystko jest we wszystkim. O jego twórczości z uznaniem pisali tacy krytycy, jak: Zbigniew Chojnowski, Janusz Drzewucki, Krzysztof Mętrak, Kazimierz Nowosielski, Konstanty Pieńkosz,
Pochowany został w alei zasłużonych na cmentarzu komunalnym Północnym w Warszawie (na Wólce Węglowej) w Warszawie (kwatera A-II-1-3-2). Po jego śmierci miesięcznik „Twórczość” (2016, nr 10) opublikował blok poświęconych mu wspomnień, takich poetów, jak: Kasper Bajon, Katarzyna Boruń-Jagodzińska, Janusz Drzewucki, Wojciech Kass, Bogusław Kierc, Krzysztof Kuczkowski, Krystyna Lenkowska, Krzysztof Lisowski, Zbigniew Machej, Mieczysław Machnicki, Piotr Matywiecki, Maciej Melecki, Piotr Mitzner, Jacek Napiórkowski, Marcin Orliński, Krzysztof Siwczyk, Sergiusz Sterna-Wachowiak, Leszek Szaruga, Miłosz Waligórski, Bohdan Zadura.

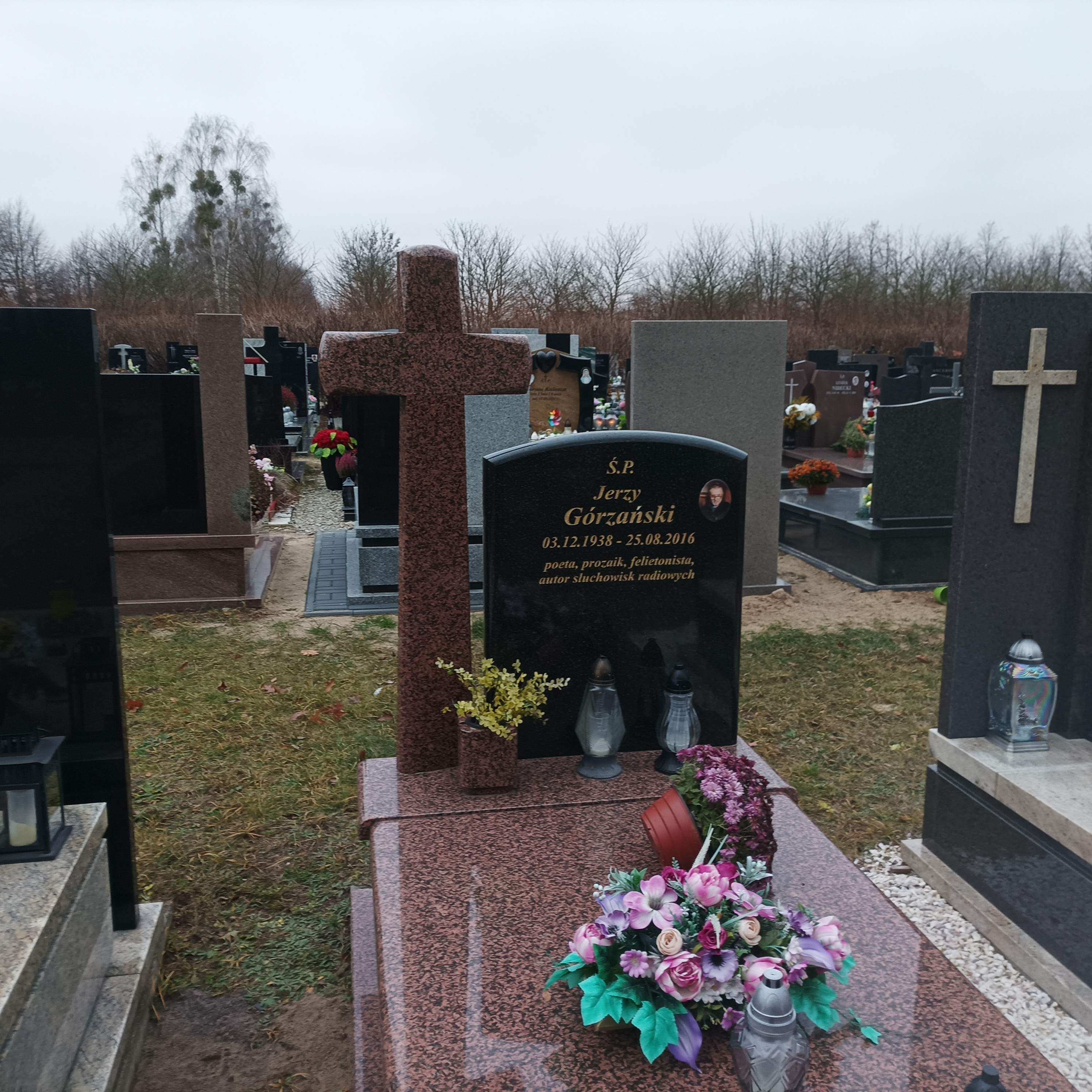
Grób Jerzego Górzańskiego na Cmentarzu Komunalnym Północnym w Warszawie

## Twórczość

### Poezje
- Próba z przestrzenią, PAX, Warszawa 1963
- Czynności, Państwowy Instytut Wydawniczy, Warszawa 1967
- Kontrabanda, Czytelnik, Warszawa 1973
- Młode lata bezsenności, Czytelnik, Warszawa 1977
- Święty brud, Czytelnik, Warszawa 1985
- Z życia wierszy, Wydawnictwo Literackie, Kraków 1989
- Wszystkim steruje błyskawica, Przedświt, Warszawa 1993
- Debiut z aniołem, Agawa, Warszawa 1997
- Już rozumie, dobranoc, Nowy Świat, Warszawa 2003
- Snem przebudzony, Oficyna 21, Warszawa 2003
- To drugie światło, Oficyna 21, Warszawa 2006
- Poza tym światem, Wydawnictwo AULA, Warszawa 2011
- Festyn, Nowy Świat, Warszawa 2012
- Wszystko jest we wszystkim, Biblioteka Toposu, Towarzystwo Przyjaciół Sopotu, Sopot 2014
- Koń Rimbauda zgubił podkowę, Oficyna Wydawnicza Volumen, 2016
- Przedstawienia, Biblioteka Toposu, Towarzystwo Przyjaciół Sopotu, Sopot 2016

### Proza
- Małpi zamek, Czytelnik, Warszawa 1975
- Madagaskar, Czytelnik, Warszawa 1981
- Zwarcie, Agawa, Warszawa 1999
- Wybłagane prezenty, Czytelnik, Warszawa 2001
- Pimperle, Czytelnik, Warszawa 2003
- Od czegoś trzeba zacząć, Jak, Warszawa 2005
- Życie do końca życia, Adam Marszałek, Toruń 2007
- Dziennik zdarzeń i dopowiedzeń, Czytelnik, Warszawa 2008